# Martin Zajíc
Martin Zajíc (* 30. března 2000) je český vytrvalostní běžec, specializuje se na tratě od 1 500 m po půlmaraton.

## Biografie
Martin Zajíc začínal jako rekreační běžec, postupně přešel pod trenérské vedení učitele tělocviku, posléze Jiřího Homoláče a Róberta Štefka. Je několikanásobným mistrem ČR v silničním běhu na 10 km, ten se tradičně běhá na trati Běchovice–Praha. V roce 2025 reprezentoval ČR na prvním mistrovství Evropy v půlmaratonu v Belgii. Je držitelem několika titulů na 5 nebo 10 km.
Běhá za klub VSK Univerzita Brno.